# Slag van de Philippi Races
De Slag van de Philippi Races of de Slag bij Philippi vond plaats op 3 juni 1863 nabij Philippi, Virginia (heden West Virginia) tijdens de Amerikaanse Burgeroorlog. Sommigen beschouwen dit als een veldslag, anderen als een schermutseling.

## Achtergrond
Na de Aanval op Fort Sumter in april 1861 voegde generaal-majoor George B. McClellan zich bij het leger. Hij betrok zijn hoofdkwartier in Cincinnati. Hij plande een aanval in het westen van Virginia (heden West Virginia) om de Zuidelijke plannenmakers een stap voor te zijn. Hij hoopte met deze aanval de Zuidelijke hoofdstad Richmond, Virginia te veroveren. Zijn onmiddellijk doel was enerzijds om de overwegende pro-Noordelijke bevolking te ‘beschermen’ en anderzijds de Baltimore & Ohio spoorweg in Noordelijke handen te houden. Deze spoorweg was van vitaal belang voor de Noordelijke bevoorrading. Op 26 mei gaf McClellan het bevel aan brigadegeneraal Thomas A. Morris om met 3.000 soldaten het westen van Virginia aan te vallen.

## De slag
De hoofdmacht van 1.600 soldaten onder leiding van brigadegeneraal Benjamin Franklin Kelley marcheerde naar Grafton. Deze stad werd op 30 mei bezet. De kleinere eenheid, ongeveer 1.400 soldaten onder leiding van brigadegeneraal Ebenezer Dumont, veroverden Webster. Deze stad lag enkele kilometers ten westen van Grafton. Op 2 juni vertrokken beide onderdelen per trein om te convergeren bij Philippi, Kelly via het zuiden en Dumont via het noorden. In Philippi bevonden zich 800 mannen onder leiding van kolonel George A. Porterfield. Beide Noordelijke onderdelen arriveerden bij Philippi in de ochtend van 3 juni.
Morris plande een aanval voor dageraad. Het signaal was een pistoolschot. De ongetrainde Zuidelijke soldaten hadden geen wachtposten uitgezet. Door het slechte weer bleven ze liever in hun tenten. Mevrouw Thomas Humphreys, een Zuidelijke sympathisant, zag de Noordelijke komen. Ze stuurde haar jonge zoon om per paard de Zuidelijken te waarschuwen voor de Noordelijke opmars. Ze zag hoe haar zoon gevangen werd genomen door Noordelijke soldaten. Ze vuurde pistoolschoten naar de belagers van haar zoon. Hoewel ze niemand raakte, werd deze schoten gezien als het startschot van de aanval.
De Noordelijke artillerie opende het vuur. Hierdoor werden de Zuidelijken wakker. Na het vuren van enkele salvo, braken de Zuidelijke linies. De onervaren soldaten vluchtten naar het zuiden, waaronder sommigen nog in hun nachtkledij. Journalisten spraken hierna van de “Philippi Races”. Dumont’s troepen marcheerden de stad binnen vanuit het noorden. Kelley had vertraging opgelopen waardoor hij de zuidelijke vluchtroute voor de vijand niet tijdig kon afsluiten. Kelly sneuvelde tijdens de achtervolging van de Zuidelijken. De overgebleven Zuidelijke soldaten trokken zich terug naar Huttonsville.

## Gevolgen
Dankzij deze overwinning kreeg McClellan het opperbevel van de Noordelijke legers. De slag liet ook stemmen opgaan tegen het afscheuren van Virginia van de Unie. Enkele dagen later werd de Wheeling Conventie geannuleerd. Virginia maakte opnieuw deel uit van de Unie. Francis H. Pierpont werd benoemd als gouverneur.